# Marcantonio Memmo
Marcantonio Memmo (Venezia, 11 novembre 1536 – Venezia, 31 ottobre 1615) fu il 91º doge della Repubblica di Venezia.

## Biografia

### Giovinezza

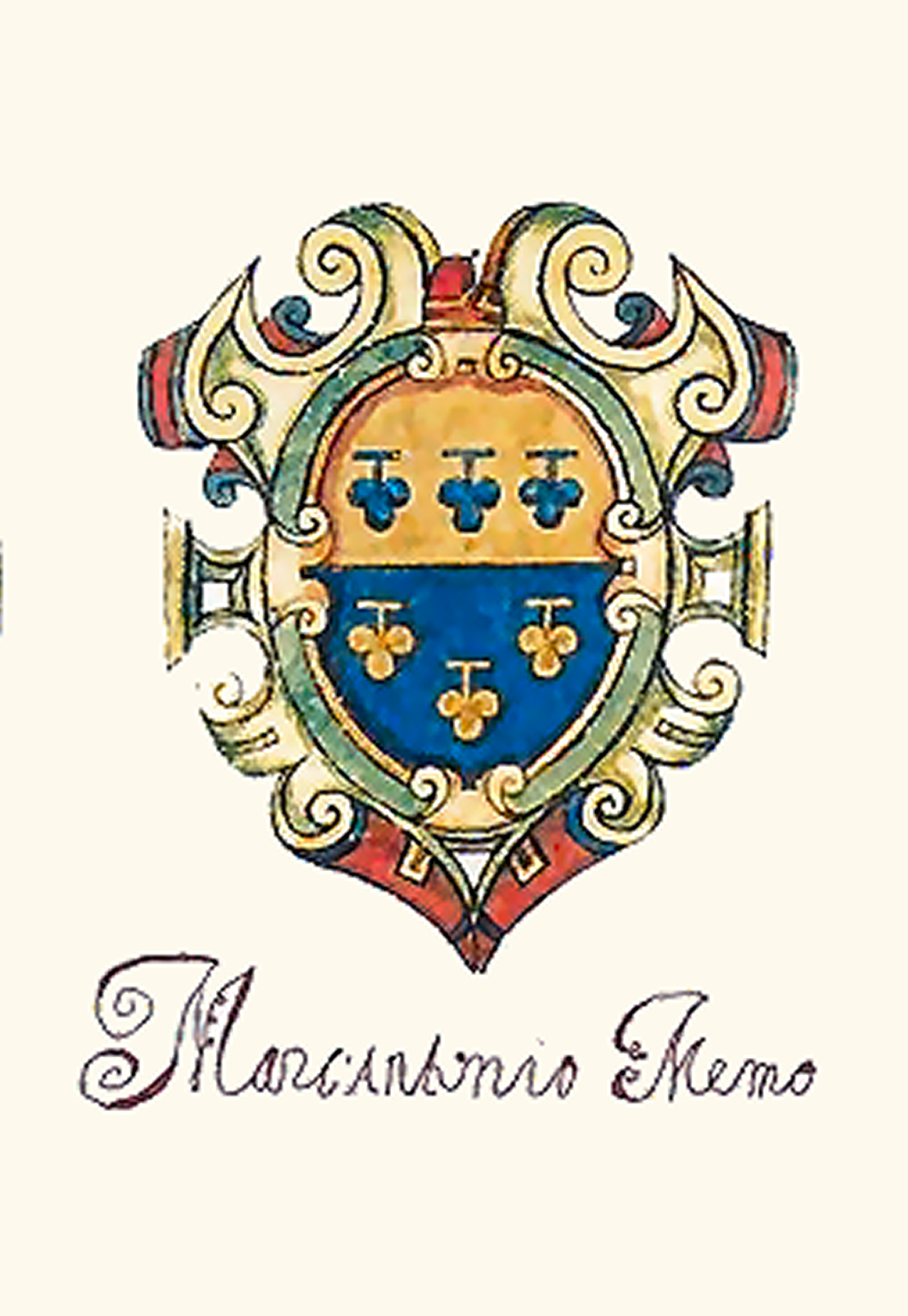
Stemma dei Memmo

Figlio di Giovanni e Bianca Sanudo, uomo di media ricchezza, durante il corso della sua vita si distinse per l'oculatezza con cui seppe amministrare il proprio patrimonio e per l'abilità nel ricoprire cariche considerate difficili.

### Carriera politica
Provveditore militare, podestà e infine procuratore, aveva un cursus honorum di tutto rispetto e avrebbe potuto sperare doge anche prima se non fosse stato per un “neo”: i Memmo appartenevano alle famiglie "vecchie", cioè di antica origine, soppiantate politicamente da quelle "nuove", mercantili e più vitali delle prime.
Sin dal 1382 le "vecchie" non erano riuscite a far vincere un loro concorrente e quando il Memmo s'era candidato, nel 1606, aveva dovuto rinunciare non avendo appoggio sufficiente.
Ormai vecchio secondo alcuni avrebbe dovuto ritirarsi ma le case vecchie" continuarono a puntare su di lui.

### Dogato
Dopo un'accurata preparazione nei giorni successivi alla morte del doge Leonardo Donà tutto si decise sin dal primo scrutinio in modo massiccio (39 voti a favore su 41) e le case “nuove” rimasero scioccate dalla novità.
Vennero proclamate feste grandiose per celebrare questa vittoria insperata.
Purtroppo per i sostenitori del doge Memmo quest'ultimo era talmente vecchio e malato che ogni movimento, anche il più elementare, lo faceva stare male.
Nonostante l'inizio non proprio incoraggiante il Memmo presto iniziò ad appassionarsi alle feste e ai banchetti, presenziando a tutte le cerimonie e cercando di farsi benvolere dal popolo veneziano tramite elargizioni di cibo e denaro.
La sostanziale immobilità delle vicende internazionali in quel periodo (salvo qualche incursione dei pirati, 1613) gli permise di vivere a suo agio, senza affanni.

### Morte
Nulla più accadde durante il triennio di governo ed il doge morì il 31 ottobre 1615.

### Fonti
- Sansovino F (1581), Venetia città nobilissima et singolare, ed. 1633 con aggiunte di G. Martinoni, Venezia.
- Verdizzotti F (1646), De fatti veneti dall'anno 1570 sino al 1644, Venezia.